# 刘志懿
劉志懿 （藏語：ཤེས་རབ་རྡོ་རྗེ།，1977年4月18日—），祖籍山東，出生于天津，現居北京，為佛學研究者、藝術家。

## 個人簡歷
1977年生于天津，2003年毕业于中央美术学院。现居北京，佛学研究者、艺术家。

## 藝術代表作
- 《帝國百科全書系列》（Encyclopedia of the Empire）

## 個展
- 2011年 　　心念——劉志懿個展，偏鋒新藝術空間，北京
- 2009年 　　帝國•明天，個人網上作品展
- 2002年 　　個展，當代美術館，北京

## 群展
- 2010年 新型視——樂途與青年代表藝術家跨界合作展，燦藝術中心，北京
- 2009年 中國當代藝術法國交流展，法國圖爾—世紀皇家城堡美術館； “之乎者也”—當代藝術的修辭學，紅星畫廊，北京 ；思想>手感？’09年度藝術家提名展，今日美術館，北京 ； A+A第四回展，偏鋒新藝術空間，北京。
- 2008年 “人民 • 歷史——20世紀中國美術研究展”，中央美術學院美術館，北京；“向內——裝置雕塑展”，偏鋒新藝術空間，北京；“A+A’2008——A+A第三回展”，偏鋒新藝術空間，北京；“A+A’2008——A+A第三回展”，上海多倫現代美術館，上海。
- 2007年 “自在方式”，偏鋒新藝術空間，北京；“實人”中國當代藝術展，Southwest，美國；“進”當代藝術展，首都師範大學美術館，北京；“A+A’2007——A+A第二回展”，798案 藝術實驗室，北京；“A+A’2007——A+A第二回展”，中央美術學院陳列館，北京；“A+A’2007——A+A第二回展”，四川大學美術館，成都；“A+A’2007——A+A第二回展”，重慶美術館，重慶
- 2006年 “自在方式”，偏鋒新藝術空間，北京；“出格”，偏鋒新藝術空間，北京；“來自北京”，列賓美術學院，俄羅斯
- 2005年 “滴答”，索家村國際藝術營，北京

## 外部連結
- 個人官網 （页面存档备份，存于）
- 雅昌藝術網 （页面存档备份，存于）
- 卓克藝術網 （页面存档备份，存于）
- 豆瓣網 （页面存档备份，存于）